# Ranixalidae
Ranixalidae is een familie van kikkers (Anura). De groep werd voor het eerst wetenschappelijk beschreven door Charles Frédéric Dubois in 1987. Oorspronkelijk werd de wetenschappelijke naam Ranixalini gebruikt.
De groep is recentelijk afgesplitst van de familie echte kikkers (Ranidae). Er zijn  zeventien soorten die worden verdeeld in twee geslachten. Alle soorten zijn endemisch in India.

## Taxonomie
Familie Ranixalidae
- Geslacht Indirana
- Geslacht Sallywalkerana

Allophrynidae · 
Alsodidae · 
Alytidae · 
Aromobatidae · 
Arthroleptidae · 
Myobatrachidae · 
Batrachylidae · 
Blaasoppies · 
Bombinatoridae · 
Boomkikkers · 
Brachycephalidae · 
Calyptocephalellidae · 
Ceratobatrachidae · 
Ceratophryidae · 
Conrauidae · 
Craugastoridae · 
Cycloramphidae · 
Dicroglossidae · 
Echte kikkers · 
Eleutherodactylidae · 
Fluitkikkers · 
Glaskikkers · 
Gouden kikkers · 
Graafkikkers · 
Hemiphractidae · 
Hylodidae · 
Knoflookpadden · 
Limnodynastidae · 
Megophryidae · 
Mexicaanse gravende padden · 
Micrixalidae · 
Microhylidae · 
Nasikabatrachidae · 
Nieuw-Zeelandse oerkikkers · 
Nyctibatrachidae · 
Odontobatrachidae · 
Odontophrynidae · 
Padden · 
Pelodytidae · 
Petropedetidae · 
Phrynobatrachidae · 
Pijlgifkikkers · 
Ptychadenidae · 
Pyxicephalidae · 
Ranixalidae · 
Rhinodermatidae · 
Rietkikkers · 
Scaphiopodidae · 
Schuimnestboomkikkers · 
Seychellenkikkers · 
Spookkikkers · 
Staartkikkers · 
Telmatobiidae · 
Tongloze kikkers